# Hertsjö
Hertsjö är en småort i Bollnäs kommun i Gävleborgs län belägen i Bollnäs socken.
Byns centrum ligger ca 7 kilometer syd-sydväst om Bollnäs centrala delar efter länsväg 613 mot Annefors.
Kända personer från Härtsjö
Musikern Emil Skogh kommer från Härtsjö.